# Auggie Rose
Pour plus de détails, voir Fiche technique et Distribution.
Auggie Rose est un film américain, sorti en 2000.

## Fiche technique
- Titre : Auggie Rose
- Réalisation : Matthew Tabak
- Scénario : Matthew Tabak
- Pays d'origine : États-Unis
- Genre : drame
- Date de sortie : 2000

## Distribution
- Jeff Goldblum : John Nolan
- Anne Heche : Lucy Brown
- Nancy Travis : Carol
- Timothy Olyphant : Roy Mason
- Joe Santos : Emanuel
- Richard T. Jones : Officer Decker
- Kim Coates : Auggie Rose
- Paige Moss : Noreen
- Casey Biggs : Carl
- Jack Kehler : Oscar Weeks
- J. E. Freeman : le propriétaire d'u magasin à gages
- Max Perlich : Landlord
- Amy Hill : Karla
- Nick Chinlund : le vendeur de voitures d'occasion
- Tony Perez : Détective Cole
- Jon Huertas